# Piliocolobus bouvieri
Il colobo rosso di Bouvier (Piliocolobus bouvieri Rochebrune, 1887) è una rarissima specie di primate della famiglia dei cercopitecidi, diffusa nella Repubblica del Congo sulla sponda destra del fiume omonimo.
È stato a lungo considerato come una sottospecie del colobo rosso di Pennant (Piliocolobus pennantii) dell'isola di Bioko, nella Guinea Equatoriale, ma nel 2007 è stato elevato da Colin Groves al rango di specie, classificazione adottata da pubblicazioni successive, tra cui Handbook of the Mammals of the World (2013). Il nome commemora lo zoologo francese Aimé Bouvier († 1919).

## Descrizione
I dati riguardanti le dimensioni si riferiscono unicamente a due esemplari di sesso femminile. Entrambi gli individui hanno una lunghezza testa-corpo di circa 58 cm e una coda di circa 76 cm. Qualsiasi tipo di dato riguardante il peso delle femmine o le dimensioni dei maschi è sconosciuto. A giudicare dai due esemplari museali noti, quello di Bouvier è una specie di colobo relativamente piccola, ma dotata di una lunga coda. Presenta un manto color rosso-brunastro più chiaro di quello del colobo rosso di Pennant, suo parente stretto. Rispetto a quest'ultimo, presenta sulla testa una chiazza di peli neri o bruno cioccolato più piccola. Mento e basette sono bianchi. Una fascia di peli neri si estende da sopra gli occhi fino alle tempie. Gli occhi sono circondati da grandi anelli rosa. La coda è di colore marrone scuro alla radice, ma schiarisce fino a divenire rosso-brunastra all'estremità. Le regioni inferiori sono di colore più chiaro di quelle superiori. Si ritiene che la specie esibisca una notevole variazione individuale per quanto riguarda la colorazione della faccia, che può apparire color carne con guance e sopraccigli nerastri o tutta scura, fatta eccezione per naso e labbra.

## Distribuzione e habitat
L'areale della specie è limitato ad una piccola zona sulla riva destra del Congo, nella Repubblica del Congo, che si estende tra la foce del Likouala-aux-Herbes, a est del Sangha, fino al corso inferiore dell'Alima. Gli avvistamenti registrati nella località di Inoni e nella riserva faunistica di Lefini, poco più a sud della zona di distribuzione nota, non sono mai stati confermati. Il suo habitat è costituito da foreste paludose.

## Biologia
Le informazioni riguardanti le abitudini del colobo rosso di Bouvier sono scarse. La specie è diurna e arboricola. Ha una dieta vegetariana che comprende probabilmente foglie giovani e mature, frutti, fiori, germogli e semi. Non abbiamo informazioni riguardanti gli spostamenti, la riproduzione e il comportamento sociale.

## Conservazione
La IUCN classifica il colobo rosso di Bouvier come specie «in pericolo critico» (Critically Endangered). Esso compare anche nell'Appendice II della CITES e nella classe B della Convenzione Africana sulla Conservazione della Natura e delle Risorse Naturali. Dopo gli ultimi avvistamenti negli anni '70, gli studiosi ritenevano che si fosse ormai estinto, ma finalmente il primatologo belga Lieven Devreese, nel marzo del 2015, riuscì a riscoprirne 20 esemplari sulla riva sinistra del Lengoué nella Repubblica del Congo e a fotografarli. L'intensa caccia per il mercato del bushmeat e la distruzione dell'habitat nella regione hanno contribuito in modo significativo al declino di questa e di altre specie. Successive indagini nella zona di distribuzione nota e nella riserva faunistica di Lefini saranno tenute a chiarire lo status di questo primate poco conosciuto.